# Желтошейный зелёный дятел
Желтошейный зелёный дятел (лат. Chrysophlegma flavinucha) — вид неперелётных птиц из семейства дятловых (Picidae).

## Ареал и среда обитания
Ареал вида проходит от Гималаев в северо-восточной части Индии через Непал до Мьянмы, через Юго-Восточную Азию до Китая. Также имеется изолированная популяция на полуострове Малакка и острове Суматра.
В естественной среде населяет поросшие лесом склоны холмов и предгорья в зоне тропических и субтропических лесов.

## Описание
Крупный (34 см) дятел оливково-зелёного цвета. Затылок и хохолок жёлтого цвета. Хвост чёрный, на маховых перьях чередуются коричневые и чёрные полоски. На горле располагается жёлтое пятно, под ним ещё одно — белое с чёрными полосами. У самок этих полос больше.

## Образ жизни
В отличие от других дятлов желтошейные зелёные дятлы часто собираются в небольшие стаи. Птицы крайне редко спускаются на землю, в основном находясь на деревьях. Питаются беспозвоночными, которых извлекают из-под мягкой сгнившей коры.

## Размножение
В брачный период самцы птиц выдалбливают в стволах деревьев дупла на высоте от 2 до 6 м от земли, в которых затем гнездятся. В кладке 3-4 белых яйца. Высиживают и выкармливают потомство оба родителя. Оперившиеся птенцы, отбившиеся от семьи, призывают родителей повторяющимися криками.

## Подвиды
Международный союз орнитологов выделяет 8 подвидов:
- Chrysophlegma flavinucha korinchis — Суматра.
- Chrysophlegma flavinucha mystacale — северная Суматра.
- Chrysophlegma flavinucha wrayi — полуостров Малакка.
- Chrysophlegma flavinucha pierrei — от северо-востока Таиланда до севера Вьетнама.
- Chrysophlegma flavinucha styani — остров Хайнань и близлежащие районы северо-восточного Китая.
- Chrysophlegma flavinucha ricketti — северо-восточный Китай и вьетнамский район Бакбо.
- Chrysophlegma flavinucha flavinucha — от северо-востока и севера Индии до Мьянмы, западный Таиланд, южный Китай, северный Лаос и северо-западный Вьетнам.
- Chrysophlegma flavinucha kumaonense — центральные Гималаи.